# Seeburg 1000

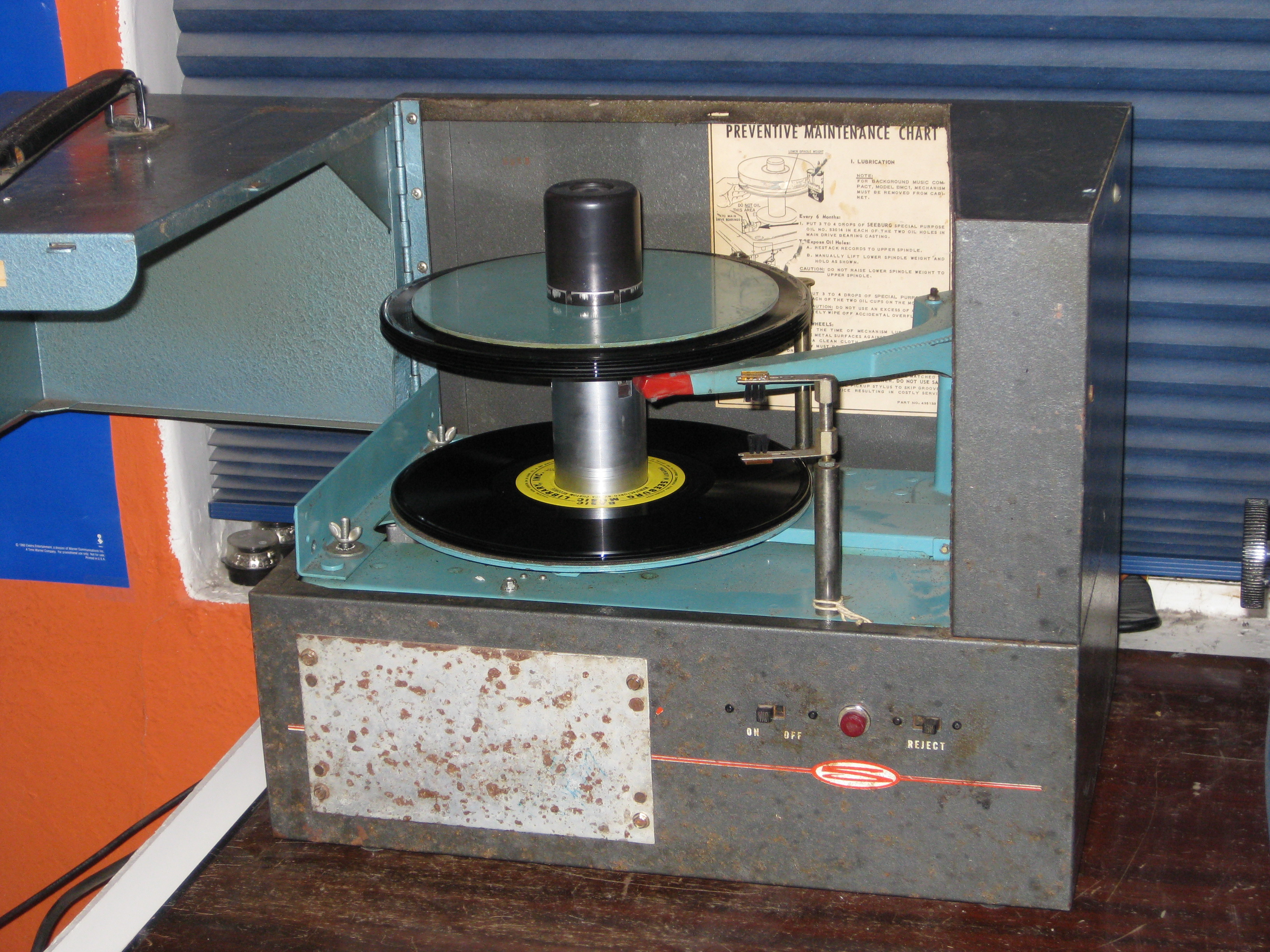
Reproductor automático secuencial de discos Seeburg 1000 BMC1

El Seeburg 1000 era un sistema fonógrafico de música de fondo diseñado y construido por la Seeburg Corporation, con el fin de reproducir música ambiental en oficinas, restaurantes, tiendas minoristas, fábricas y lugares similares, utilizando unos discos especiales de vinilo grabados a 16 rpm. Prestaba un servicio similar al de la compañía Muzak.

## Fonógrafo
El fonógrafo Seeburg 1000 se introdujo en 1959 con el nombre de modelo BMS1. El sistema reemplazó a la Unidad Biblioteca de Seeburg, que tenía el mismo propósito pero reproducía discos estándar de 45 rpm. Estaba alojado en un armario metálico de 22 pulgadas (55 cm) de ancho por 14 pulgadas (35 cm) de alto por 12 pulgadas (30 cm) de profundidad. Una versión posterior (el Seeburg Background Music Compact, modelo BMC1) estaba colocado en una caja de metal pintada de azul y gris sin ventanas. Esta versión contenía solo el mecanismo de reproducción de discos, sin ningún amplificador o temporizador incorporado.
El reproductor era capaz de reproducir ambos lados de hasta 28 discos y repetir el proceso indefinidamente. Los discos se apilaban en un eje, con la primera cara en reproducirse situada en la parte inferior de la pila. Un brazo especial, equipado con dos agujas (una arriba y otra abajo), se usaba para reproducir ambos lados de cada disco. Una placa base giratoria situada debajo de los discos evitaba daños en la superficie inferior mientras se volvían a apilar los discos. Un peso colocado en la parte superior de la pila aseguraba una reproducción estable de la cara inferior del disco situado más arriba.
El mecanismo hacía que el eje girase en el sentido horario (como un tocadiscos ordinario) cuando se reproducía una cara superior, mientras que giraba en sentido antihorario para permitir que la parte inferior del disco se reprodujera en el sentido correcto. El eje contenía tres juegos de soportes retráctiles que sostenían los discos en las posiciones de reproducción superior e inferior, y permitían dejar caer un disco cada vez desde la posición de reproducción superior a la inferior. Un botón de liberación situado en la parte superior del eje permitía al operador retirar los soportes para poder cambiar la pila de discos.
El BMS 1000 se llamaba así porque reproducía las dos caras de 25 discos, y cada lado contenía 20 canciones (por lo tanto, se disponía de 1000 canciones en total). Los fonógrafos utilizaban la vieja cápsula estéreo Pickering "Red-head", introducida en las máquinas de discos Seeburg a finales de 1958 para el modelo de 1959. Aunque las máquinas de discos Seeburg monoaurales usaban agujas de una milésima de pulgada y los Seeburg estéreo agujas de 0,7 milésimas, los sistemas de música de fondo usaban agujas de 0,5 milésimas, pero reproducían discos mono especiales. Los fonógrafos BMS no permitían seleccionar los cortes, y solo podían reproducir secuencialmente sus propios discos especiales de 9" con orificios de 2" grabados a 16 rpm.
En 1963, Seeburg introdujo el BMS de la siguiente generación, el BMS2. Este fonógrafo ha sido apodado "el microondas" en los últimos años debido a su parecido con este aparato de cocina, y se diseñó para estar a la vista. Contaba con una ventana iluminada, donde se podían ver los discos sonando, y la rejilla y las molduras cromadas del altavoz hacían que el pequeño fonógrafo fuera digno de mención. Estos BMS2 utilizaban amplificadores transistorizados.
Los fonógrafos BMS, que carecían de un amplificador de potencia o de un altavoz interno, podían tener un preamplificador opcional. Los primeros preamplificadores eran de válvulas de vacío, pero a partir de 1963 se transistorizaron. Ese año estuvo disponible la unidad de amplificador de 4 vatios y altavoz Seeburg BMCA1 "Companion Audio", que utilizaba tanto válvulas como transistores. Si se necesitaba más potencia, Seeburg tenía disponible el amplificador de válvulas HFA4-56 de 60 vatios.

## Discos

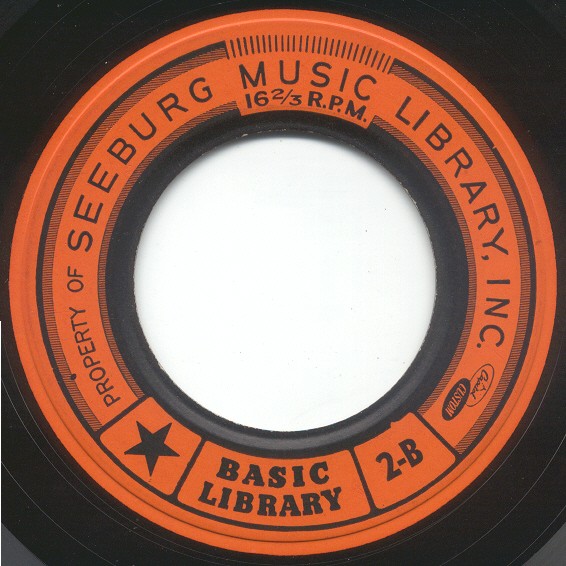
Disco "Básico" de Seeburg (1959)

Un disco de música de fondo de Seeburg era un vinilo de 9 pulgadas (23 cm) de diámetro de tamaño, con un agujero central de 2 pulgadas (5 cm). La grabación era monoaural, con una velocidad de reproducción de 16⅔ rpm y una densidad de 420 surcos por pulgada. Se utilizaba una aguja de diamante de 0,5 milésimas de pulgada para la reproducción. Cada lado contenía aproximadamente 40 minutos de música (normalmente 20 canciones). Los discos de cada serie estaban numerados del 1 al 28 o del 101 al 128; aunque estos números no significaban nada más que el lugar que ocupaban en la pila.
Inicialmente, los discos se distribuían cuatro veces al año, en conjuntos de cinco. En 1966 esto se cambió a conjuntos de 7. Se suponía que el operador debía reemplazar los discos en el sistema con nuevos discos del mismo número (p. Ej. MM-125). Cada caja estaba etiquetada con el tipo de biblioteca, la fecha de puesta en servicio e instrucciones para el operador (incluido que cada disco debía devolverse a Seeburg después de su uso). Una vez devueltos, los discos eran destruidos. Una caja de la biblioteca básica de 1971 indicaba que los discos eran propiedad de "Seeburg Music Library, Inc., 1510 N. Dayton St, Chicago 22, Ill".

## Música

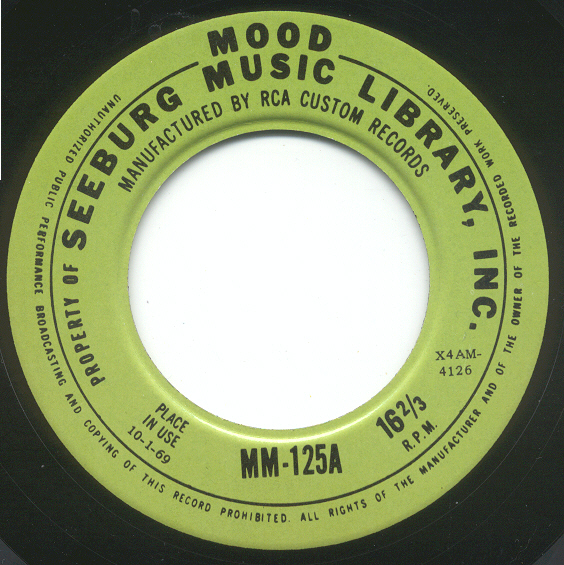
Seeburg "Mood" Record (1969)

Seeburg proporcionó tres bibliotecas de música diferentes para usar con el sistema Seeburg 1000: Basic, Mood e Industrial. Los nombres de estas bibliotecas se cambiaron a Lifestyle, Penthouse y Upbeat en 1979. La biblioteca básica constaba de música de tempo medio seleccionada entre los 40 éxitos principales, melodías de programas y estándares. Los arreglos (creados para Seeburg) eran casi todos instrumentales, con trompas, cuerdas y teclados. La biblioteca Mood constaba de canciones de tempo medio a lento con arreglos exuberantes (con instrumentos principalmente de cuerda). La música se derivó de estándares, melodías de espectáculos y algo de música pop; la primera canción de cada cara de cada disco solía ser un éxito pop actual. La biblioteca industrial constaba de música animada de ritmo medio a rápido para inducir a los trabajadores a ser más productivos. Esta fue quizás la más variada y variada de las bibliotecas; contenía polcas, música de mariachi, guitarra vibrante, canciones hawaianas y ocasionalmente sintetizador.
Una parte de los discos se intercambiaba cada tres meses: el 1 de abril, el 1 de julio, el 1 de octubre y el 26 de diciembre. El número de discos cambiados en cada intervalo de tres meses fue de cinco en 1963, y de siete según las cajas de discos emitidas en 1966 y posteriormente. Los primeros conjuntos de discos Seeburg de 16 rpm emitidos en 1959 tenían una estrella de cinco puntas en el espacio que luego se utilizó para las fechas de "lugar en uso". Esto se sustituyó por un aviso que decía "Reemplazar el No. 1", "Reemplazar el No. 5", etc. Esto significaba "Discos de reemplazo - Conjunto nº 1", "Conjunto nº 5", etc. En 1961, se cambió nuevamente por las fechas de "lugar de uso", que permanecieron empleándose hasta finales de 1975. Para los conjuntos del 1 de abril de 1976, las fechas de "lugar de uso" fueron reemplazadas por un código: RR-66. Esto significaba "discos de reemplazo - conjunto # 66" y el número avanzaba con cada conjunto posterior. Con el tiempo, los discos se enviaron con menos frecuencia. Los últimos juegos se remitieron en 1986 y llevaban el código R-97.
La temporada de Navidad requería un conjunto especial de discos. Se emitió una caja de 25 discos navideños para ser reproducidos durante el mes de diciembre, con música navideña intercalada con otros tipos de música. El trabajo de los operadores de la máquina era reemplazar toda la música navideña con la tarifa estándar el 26 de diciembre. Esto se convirtió en una gran labor: en Nueva York, "toda la fuerza de instalación y servicio, e incluso la ayuda de la oficina, se ponían en servicio para silenciar el sonido de la Navidad pasada durante los 11 meses siguientes".